# 普安郡
普安郡，中国古代的郡。
西魏置，治所在普安县（今四川省剑阁县）。隋朝开皇初年，郡废，大业初年复置。辖境相当于今四川省剑阁、梓潼等县地。唐朝武德元年（618年）改为始州，后改剑州。天宝五载（746年），复改剑州为普安郡。下辖普安县、永归县、临津县、黄安县、梓潼县、武连县、阴平县、剑门县。乾元元年（758年）废。 
唐朝普安郡太守
- 崔涣（天宝末年）
- 贾深（757年）
- 张通幽（757年）